# Abdoulie Ceesay (Sportfunktionär)
Abdoulie Ceesay (* im 20. Jahrhundert) ist ein gambischer Sportfunktionär.

## Leben
Ceesay wurde im November 2019 als der neue Präsident der Gambia Badminton Association gewählt. Er versprach kurz nach seiner Wahl, das Spiel innerhalb der nächsten vier Jahre über das Schulsystem zu einer der beliebtesten Sportarten des Landes zu machen. Für Ceesay wird sein Verband in Aktion treten, indem er das Spiel an die Basis bringt, um neue Spieler und Fans anzuziehen, die den Sport in kürzester Zeit zum Aufschwung bringen werden. „Ich bin optimistisch, dass bald in den meisten Zonen des Landes Badminton-Wettbewerbe beginnen werden“, sagte er gegenüber der Zeitung The Chronicle. „Dies wird das Ergebnis der Anstrengungen sein, die mein Team unternehmen wird.“ Dem Gambia College bzw. der Gambia College Students’ Union (GCSU) wurde zuvor eine Badminton-Ausrüstung gespendet, um sicherzustellen, dass sie so bald wie möglich mit der Ausübung des Sports beginnen können.